# Ken Mary
Ken Mary ist ein US-amerikanischer Heavy-Metal-Schlagzeuger und Musikproduzent.

## Karriere
Er spielte in Gruppen wie Accept, Fifth Angel, Chastain, TKO, Impellitteri, House of Lords, Bonfire und Alice Cooper. Heute ist er professioneller Ingenieur der Sonic Phish Studios in Phoenix, Arizona und Los Angeles, Kalifornien.

## Diskografie
mit Fifth Angel
- 1986: Fifth Angel
- 1989: Time Will Tell
- 2018: The Third Secret

mit TKO
- 1984: In Your Face
- 1985: Below the Belt

mit Chastain
- 1986: Ruler of the Wasteland
- 1987: The Seventh of Never
- 1988: Voice of the Cult
- 1989: Instrumental Variations

mit Alice Cooper
- 1986: Constrictor
- 1987: Raise Your Fist and Yell
- 1987: The Nightmare Returns
- 1989: Prince of Darkness
- 1999: The Life and Crimes of Alice Cooper

mit Impellitteri
- 1992: Grin and Bear It
- 1993: Victim of the System
- 1994: Answer to the Master
- 1996: Screaming Symphony
- 1997: Fuel for the Fire
- 1998: Eye of the Hurricane

mit House of Lords
- 1988: House of Lords
- 1990: Sahara
- 2004: The Power and the Myth
- 2007: Live in the U.K.

Gastmusiker auf:
- 1991: Bad Moon Rising – Bad Moon Rising
- 1993: Bad Moon Rising – Blood
- 1991: Tuff – What Comes Around Goes Around
- 1993: Ken Tamplin – Goin’ Home
- 1987: Bonfire – Fireworks
- 2004: Robin Beck – Wonderland
- 2001: David Glen Eisley – The Lost Tapes